# نيلتون باتشيكو
نيلتون باتشيكو (بالإنجليزية: Nilton Pacheco)‏ (و. 1920 – 2013 م) هو لاعب كرة السلة برازيلي، ولد في سالفادور، شارك في الألعاب الأولمبية الصيفية 1948، مركز لعبه هو لاعب هجوم خلفي، توفي في ريو دي جانيرو، عن عمر يناهز 93 عاماً.

## روابط خارجية
- نيلتون باتشيكو على موقع الاتحاد الدولي لكرة السلة (الإنجليزية)
- نيلتون باتشيكو على موقع سبورتس رفرنس (الإنجليزية)
- نيلتون باتشيكو على موقع اللجنة الأولمبية الدولية (الإنجليزية)
- نيلتون باتشيكو على موقع أوليمبيديا (الإنجليزية)
- نيلتون باتشيكو على موقع اللجنة الأولمبية البرازيلية (البرتغالية)